# تیم ملی فوتبال هائیتی
تیم ملی فوتبال هائیتی نمایندهٔ کشور هائیتی در مسابقات بین‌المللی است که زیر نظر فدراسیون فوتبال هائیتی فعالیت می‌کند.
اولین بازی رسمی این تیم در تاریخ ۲۲ مارس ۱۹۲۵ میلادی در برابر تیم ملی فوتبال جامائیکا برگزار شده‌است.

## بازیکنان
- پیترسون جوزف
- مچک جروم